# Groß Garz
Groß Garz è una frazione  (Ortsteil) del comune tedesco di Zehrental, nel Land della Sassonia-Anhalt.
Fino al 31 dicembre 2009 ha costituito un comune autonomo.